# Domenico Scilipoti
Domenico Scilipoti (né le 26 août 1957 à Barcellona Pozzo di Gotto) est un médecin et un homme politique italien.

## Biographie
Ancien de l'Italie des valeurs de 2000 à 2010, Domenico Scilipoti fonde, le Mouvement de responsabilité nationale (le 9 décembre 2010) pour voter la confiance au gouvernement Berlusconi IV, le 14 décembre. 
Il adhère à Initiative responsable qui deviendra Peuple et territoire, groupe parlementaire dont il est le vice-président exécutif. Avec Alessandra Mussolini et les députés de la Ligue du Nord, c'est également le seul à ne pas voter la confiance au gouvernement Monti le 18 novembre 2011.
Diplômé en médecine et chirurgie, c'est un gynécologue et un obstétricien mais surtout un acupuncteur qui est devenu député en 2008 à la Chambre des députés. Il a été professeur invité à l'université fédérale du Paraná (Belém, Brésil) et à l'« Institut A.B.P.S. » de Salvador de Bahia (Brésil). 
De 1983 à 1998, il a été conseiller municipal du Parti social-démocrate italien (PSDI) à Terme Vigliatore (province de Messine) et premier adjoint au maire à partir de 1986 et par la suite de 1994 à 1998. En 2002, il devient brièvement responsable du Budget dans le conseil municipal dirigé par Gennaro Nicolò (2002-2008, battu par une liste civique en 2008), toujours à Terme Vigliatore. De 2003 à 2005, il redevient simple conseiller municipal.
À partir de 2000, il s'approche de l'Italie des valeurs dont il devient le secrétaire provincial (2002-2006) et vice-secrétaire régional (2004-2006). Il est candidat IdV au Sénat en Sicile en 2001 et en 2006, sans être élu. En 2008, il est élu dans la circonscription Sicile 2 sur la liste bloquée de l'Italie des valeurs. Dans le parti il s'occupe avant tout des taux d'usure bancaire, des médecines alternatives et de la protection contre l'amiante. Il a ensuite dénoncé la dérive de son parti vers la gauche sur des problèmes éthiques comme la pilule RU 486, l'euthanasie ou le testament biologique. 
En décembre 2010, il adhère au groupe mixte et quitte l'IdV. Le 9 décembre, il crée avec deux autres députés du centre-gauche le Mouvement de responsabilité nationale, en étant accusé d'avoir été corrompu par le Peuple de la liberté, il a demandé en vain l'intervention des magistrats (article « Di Pietro fa il bunga bunga al premier : « Anche noi vittime di Razzi e Scilipoti » sur La Repubblica du 11 décembre 2010). Le 14 décembre, il vote la confiance à Silvio Berlusconi.
Peu après le vote des chambres, sur la place San Silvestro, défilent devant le caméras de la télévision, une vingtaine d'immigrés qui soutiennent bruyamment son choix. Interrogés par la police, ils ont déclaré avoir été payés par ledit député pour faire croire qu'il existe un consensus sur ses choix. Étonnamment, il soutient les quatre référendums abrogatifs de juin 2011, qui ont abouti à l'abrogation de quatre lois du gouvernement Berlusconi,.
En novembre 2011, il est condamné définitivement par la Cour de cassation à payer 230 000 euros pour dettes, calomnies et faux documents,,,. Il avait annoncé qu'il ne paierait pas ses dettes.

## Publications
- (it) Moxibustione : applicazione della moxibustione in terapia medica, San Giovanni La Punta (Catania), Pandora, 1995 (ISBN 88-8031-456-4)
- (it) Il nostro futuro : le medicine del terzo millennio, Milazzo (Messine), SPES, 2002
- (it) Filosofia-scienza e agopuntura Ryodoraku, Milazzo (Messina), SPES, 2007
- (it) Olismo : il nuovo paradigma del terzo millennio, Milan, Lswr, 2016 (ISBN 978-88-6895-431-4)
- (it) Il dialogo come processo di pace nel mondo, Cento (Ferrare), HILKIA, 2017 (ISBN 9781927021996)
- (it) Domenico Scilipoti et Bruno Volpe (préf. José María Serrano Ruiz), Il dialogo, strada di pace, Caltanissetta, Paruzzo, 2019 (ISBN 978-88-6149-123-6)